# Fondazione B612
La Fondazione B612 è un ente non profit privato statunitense, con sede in California, che si dedica alla protezione della Terra dagli impatti di asteroidi.
Il suo obiettivo dichiarato a breve è quello di «alterare significativamente l'orbita di un asteroide in maniera controllata entro il 2015».
Il progetto ha preso l'avvio da un seminario sulla deflessione degli asteroidi, organizzato il 20 ottobre 2001 presso il Johnson Space Center della NASA da Piet Hut e Ed Lu.
Il 7 ottobre 2002 i due organizzatori e alcuni dei partecipanti al seminario, tra i quali l'ex astronauta Rusty Schweickart e l'astronomo Clark Chapman, hanno costituito ufficialmente la fondazione, che prende il nome dall'asteroide B612 luogo natale del protagonista del romanzo Il Piccolo Principe di Antoine de Saint-Exupéry.